# Червено знаме на труда (СССР)
„Червено знаме на труда“ (на руски: Орден Трудового Красного Знамени) е едностепенен орден в Съветския съюз.
Той се връчва за „трудови заслуги пред Съветската държава и общество“ – както на отделни граждани на страната, така и на организации и административни единици. От създаването на ордена на 7 септември 1928 година до последното му връчване на 21 декември 1991 година той е връчен на над 1,2 милиона наградени.